# Beatrix von Rethel

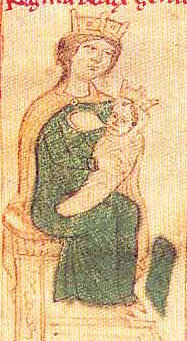
Beatrix von Rethel mit ihrer Tochter Konstanze. (Abbildung aus dem Liber ad honorem Augusti des Petrus de Ebulo 1196)

Beatrix von Rethel (* 1130; † 31. März 1185) war die dritte Ehefrau Rogers II. von Sizilien und somit Königin von Sizilien.
Beatrix war eine Tochter des Grafen Günther (Withier) von Rethel. 1151 heiratete sie Roger II., den König von Sizilien, dessen zweite Frau Sibylle von Burgund kurz zuvor bei einer Fehlgeburt gestorben war.
Das einzige Kind von Beatrix und Roger war Konstanze, die 1154 erst nach dem Tod Rogers geboren wurde. Konstanze wurde nach dem Tod Wilhelms II. Königin von Sizilien und durch ihre Heirat mit Heinrich VI. deutsche Kaiserin.